# エドガルド・ドナート
エドガルド・ドナート（Edgardo Donato, 1897年4月14日 - 1963年2月15日）は、タンゴの作曲家およびエドガルド・ドナート楽団の代表およびバイオリン担当。

## 生涯
アルゼンチンのブエノスアイレスに、イタリア系移民の演奏家の元に生まれた1897年のすぐ後、家族でウルグアイのモンテビデオに移住する。モンテビデオにあるフランツリスト音楽院に通い、音楽を習得する。18歳の時から4年間父のいるホテル・セベリの楽団でバイオリンを担当する。ピアニストのエンリケ・デルフィノが在籍する楽団や、ジャズピアニストのカルロス・ウォーレンの楽団を渡り、エドゥアルド・アローラス Eduardo Arolas 楽団にも籍を置いて、ブエノスアイレスに戻ってくる。その他、いろいろな楽団を転々としている
1922年に、ドナートは「フリアン」Julián というタンゴを作曲する。いろいろタンゴの曲を発表した後に、1925年に、タンゴの楽曲「淡き光」 A media luz を作曲する。タンゴ「淡き光」は、フィリポ楽団やカナロ楽団でも演奏され、現在でも楽団の曲として取り上げられ、日本においても製薬会社のコマーシャルに使われたこともある曲である。
1927年に、ロベルト・セリージョと共に、ドナート・セリージョ楽団 Orquesta Donato-Zerrillo を設立する。1930年には、セリージョがチリに移住し、エドガルド・ドナート楽団 La orquesta de Edgardo Donato となる。
1963年に死去する。65歳である。

## 主な作品
- 淡き光に A media luz
- 台風  El huracán
- フリアン Julián
- エル・アコモード  El acomodo